# حنیفه رمضانی
حنیفه رمضانی (زادهٔ ۱۲۸۹ در بندر انزلی - ؟) نمایندهٔ حوزهٔ انتخابیهٔ بندر انزلی (بندر پهلوی) در دوره بیست و یکم مجلس شورای ملی بوده‌است. او همچنین در سال ۱۳۴۵ نایب‌رئیس شورای عالی حزب مردم بود.
او از نظر سیاسی طرفدار سیاست غرب بود و پس از ناکامی در انتخابات بیست و دوم مجلس به همراه چند تن دیگر، جناح مخالفی در حزب مردم تشکیل داده و اعتراضاتی نیز داشته‌است.

## زندگی‌نامه
حنیفه رمضانی در سال ۱۲۸۹ در بندر پهلوی (انزلی) زاده شد. او تحصیلات خود را تا دکترای علوم سیاسی ادامه داد. رئیس دفتر مؤسسات علمی کشاورزی کرج، معاون اداره کل بازرسی، سرپرست فرمانداری بوشهر، شهردار آبادان، بازرس قضایی در وزارت راه، نماینده مجلس شورای ملی و …
را عهده‌دار بود. رمضانی مناصب رئیس دفتر مؤسسات علمی کشاورزی کرج، معاون اداره کل بازرسی، سرپرست فرمانداری بوشهر، شهردار آبادان و بازرس قضایی در وزارت راه را داشته‌است.
او با تبانی با شرکتی به نام «نیکی» که در امر قاچاق ارز فعالیت داشته، سعی نموده در رابطه با فروش نفت به آفریقای جنوبی از مدیرعامل شرکت نفت رشوه دریافت کند، ولی رئیس وقت شرکت نفت به وی مظنون شده و او در کارش ناکام مانده‌است.